# DAHW Deutsche Lepra- und Tuberkulosehilfe

Sondermarke anlässlich des 25-jährigen Bestehens des Deutschen Aussätzigen-Hilfswerks (DBP 1982)

Die DAHW Deutsche Lepra- und Tuberkulosehilfe e. V. ist ein eingetragener Verein mit Hauptsitz in Würzburg und arbeitet politisch wie konfessionell unabhängig. Die DAHW unterstützt zahlreiche Projekte in mehr als 15 Ländern mit Fokus auf Afrika und Asien. Dazu gehören medizinisch-soziale Projekte, Inklusionsprojekte, Humanitäre Hilfsprojekte und Forschungsprojekte. Der Verein trägt das Spendensiegel des Deutschen Zentralinstituts für soziale Fragen (DZI) und ist Mitglied im Bündnis Entwicklung Hilft.

## Schwerpunkte
Die DAHW unterstützt Menschen, die von Lepra, Tuberkulose bzw. Vernachlässigten Tropenkrankheiten (Neglected Tropical Diseases, NTDs) sowie deren Folgen wie Behinderung oder Ausgrenzung betroffen sind. Diese Unterstützung geschieht durch medizinisch-soziale Versorgung, aktive Fallsuche, Aufklärungskampagnen zur Stigmareduzierung, Forschung, Verbesserung der Lebensumstände sowie Förderung einkommensschaffender Maßnahmen. Zielgruppen der Unterstützung sind von den Mandatskrankheiten betroffene Personen sowie vulnerable Personengruppen (etwa Frauen, Kinder, Angehörige der LGBTIQ+-Community, Geflüchtete oder Menschen, die über ein geringes Einkommen verfügen). Darüber hinaus ist die DAHW auch in der Bildungsarbeit im In- und Ausland aktiv.
Sowohl Lepra als auch Tuberkulose werden durch Mykobakterien verursacht und mit einer Kombination aus verschiedenen Antibiotika behandelt. Beide Krankheiten betreffen zumeist Menschen, die – oft aufgrund eines geringen Einkommens – etwa durch mangelhafte Ernährung oder schlechte hygienische Umstände ein geschwächtes Immunsystem haben. Aufgrund dieser Zusammenhänge werden Lepra und Tuberkulose auch als „Krankheiten der Armut“ oder „armutsassoziierte Krankheiten“ bezeichnet. Mit Medikamenten sind beide Infektionskrankheiten gut behandelbar. Darüber hinaus arbeitet die DAHW an der Eindämmung weiterer NTDs (Vernachlässigte Krankheiten wie Buruli-Ulkus (Buruli Ulcer), Chagas, Schistosomiasis (Bilharziose), Frambösie (Yaws) oder Leishmaniose). Um einen ganzheitlichen und nachhaltigen Ansatz zu gewährleisten, werden innerhalb der Projekte auch die Aspekte WASH (Water, Sanitation and Hygiene) und One Health berücksichtigt.

## Der Name
Der Verein wurde 1957 als „Deutsches Aussätzigen-Hilfswerk“ gegründet und behielt diesen Namen mehr als 45 Jahre bei. Anfang 2003 benannte sich der Verein um in „DAHW Deutsche Lepra- und Tuberkulosehilfe e. V.“, um einerseits das nicht mehr verwendete Wort „aussätzig“ zu vermeiden und andererseits den Schwerpunkt Tuberkulose auch im Namen darzustellen. Das Kürzel DAHW wird zur besseren Wiedererkennung weiterverwendet.

## Geschichte des Vereins
Die DAHW wurde im Jahr 1957 gegründet. Zwei Jahre zuvor hatten der Journalist Franz Graf Magnis und der Theologiestudent Richard Recke aus Würzburg den französischen Arzt Dr. Jean Féron in Äthiopien kennengelernt. Dieser berichtete den beiden von seiner Arbeit mit Lepra-Patient in entlegenen Gebieten des Landes. Graf Magnis schrieb eine Reportage über den Arzt, die in deutschen Medien veröffentlicht wurde und eine Welle der Hilfsbereitschaft auslöste. Ein Freundeskreis rund um das Ehepaar Hermann und Irene Kober aus Zell am Main gründete daraufhin den Verein „Deutsches Aussätzigen-Hilfswerk“ (DAHW) und finanzierte mit den eingegangenen Spendengeldern eine Lepra-Station in Äthiopien (Bisidimo). In den kommenden Jahrzehnten entstanden viele weitere Projekte in Afrika, Asien und Lateinamerika, die sich zunächst noch beinahe ausschließlich mit Lepra befassten.
In den Achtzigerjahren erklärte die WHO die Kombinationstherapie zur Behandlung von Lepra, an deren Entwicklung die DAHW beteiligt war, zum weltweiten Standard. Die DAHW weitete ihre Lepra-Arbeit aus und nahm Tuberkulose als zweite große Mandatskrankheit in ihre Leitlinien auf. Inzwischen wurde sie von einem Netzwerk aus Ehrenamtlichen unterstützt, die bis heute Aktionen veranstalten und Spenden sammeln. Nach der Jahrtausendwende nahm die DAHW auch weitere Vernachlässigte Tropenkrankheiten in den Fokus. Die große Erfahrung mit leprabedingten Behinderungen führte zudem zu einer Ausweitung der Inklusionsarbeit. Seit 2018 gibt es eine DAHW-Nachwuchsorganisation: Die jungeDAHW.

## Bündnisse
Wie viele andere NROs und Vereine ist auch die DAHW in verschiedenen regionalen, nationalen und internationalen Bündnissen aktives Mitglied. (Auswahl)
- BEH – Bündnis Entwicklung hilft
- DNTDs – Deutsches Netzwerk gegen vernachlässigte Tropenkrankheiten
- DZVT – Deutsches Zentrum für die sektorübergreifende Bekämpfung Vernachlässigter Tropenkrankheiten
- ILEP – Internationale Vereinigung der Leprahilfswerke
- ILU – International Leprosy Union
- LRI – Leprosy Research Initiative (Lepra-Forschungsinitiative)
- Memento Preis
- Stop TB Partnership
- Würzburger Partnerkaffee
- WASH-Netzwerk

## Ehemalige prominente Unterstützer
Mit Besuchen in DAHW-Projekten und ihrem persönlichen Engagement machen Prominente immer wieder auf die Situation von Lepra- und Tuberkulosepatienten sowie auf die Arbeit der DAHW aufmerksam. Unter anderem folgende Personen unterstützten bereits die Organisation (Auszug):
- Peter Kloeppel
- Jürgen Becker
- Mariele Millowitsch
- Prinz Asfa-Wossen Asserate
- Senta Berger
- Shary Reeves